# La Ballade de Lucy Whipple
La Ballade de Lucy Whipple (The Wishing Tree) est un téléfilm américain  réalisé par Jeremy Kagan et diffusé en 2001.

## Fiche technique
- Titre original : The Ballad of Lucy Whipple
- Réalisation : Jeremy Kagan
- Scénario : Karen Cushman et Christopher Lofton
- Photographie : Neil Roach
- Musique : Bruce Broughton
- Pays : États-Unis
- Durée : 91 min

## Distribution
- Glenn Close (VF : Frédérique Tirmont) : Arvella Whipple
- Jena Malone (VF : Noémie Orphelin) : California / Lucy
- Bruce McGill (VF : Bernard Tiphaine) : Jonas Scatter
- Meat Loaf : Amos
- Chloe Webb : Sophie
- Wilford Brimley : Scraggs
- Olivia Burnette (VF : Aurélia Bruno) : Annie Flagg
- Robert Pastorelli : Clyde
- Nathan Stevens : Elisha Flagg
- Elaine Kagan : Madame Flagg
- David Stevens : Rusty Hawkins